# 御津町新田
御津町新田（みとちょうしんでん）は、愛知県豊川市の地名。

## 地理
旧御津町南部に位置する。東から南は御津町下佐脇、西は三河湾、北は御津町御馬に接する。

### 字一覧
- 洗出（あらいだし）
- 新砂山（しんすなやま）
- 砂山（すなやま）

### 施設
- 素戔嗚神社[1]

## 歴史

### 沿革
- 明和8年 - 江戸幕府赤坂代官所に命じられた珉蔵が新田開発を開始する[2]。
- 文政6年 - このころに大体完成[2]。
- 天保元年 - 開発の経緯から幕府領であったものが、この年に西尾藩領となる[2]。
- 1889年（明治22年） - 下佐脇新田が合併により、佐脇村大字下佐脇新田となる[2]。
- 1906年（明治39年） - 御津村大字下佐脇新田となる[2]。
- 1930年（昭和5年） - 御津町大字下佐脇新田となる[2]。

### WEB
1. ↑  “愛知県豊川市の町丁・字一覧”.   人口統計ラボ. 2024年5月1日閲覧。
2. ↑  “大字別世帯数人口集計表” (XLSX). 豊川市ホームページ.   豊川市役所. 2024年12月1日閲覧。
3. ↑  “読み仮名データの促音・拗音を小書きで表記するもの(zip形式) 愛知県” (zip).   日本郵便 (2024年2月29日). 2024年3月26日閲覧。
4. ↑  “市外局番の一覧” (PDF).   総務省 (2022年3月1日). 2022年3月22日閲覧。
5. ↑  “ナンバープレートについて”.   一般社団法人愛知県自動車会議所. 2024年1月21日閲覧。

### 書籍
1. 1 2 3  「角川日本地名大辞典」編纂委員会 1989, p. 2022.
2. 1 2 3 4 5 6  「角川日本地名大辞典」編纂委員会 1989, p. 661.